# Католицизм в Малави
Католицизм в Малави. Католическая церковь Малави является частью всемирной Католической церкви. Численность католиков в Малави составляет около 3 миллионов 460 тысяч человек (28 % от общей численности населения) по данным Католической энциклопедии; 3 миллиона 280 тысяч человек (21,8 %) по данным сайта Catholic Hierarchy.

## История
Первое появление католических миссионеров на территории современного Малави датируется серединой XVI века, в 1561 году иезуит Гонсалу да Сильвейра крестил короля Мономотапы, под властью которого находился и племенной союз малави. Однако массовая христианизация местного населения католическими и протестантскими миссионерами началась только в середине XIX века. В 1879 году возобновилась миссия иезуитов, а в 1889 году в Малави была образована миссия общества миссионеров Африки или белых отцов, а в 1901 году миссия ордена монфортанцев.
В 1889 году была учреждена апостольская префектура Ньясы (ныне — архиепархия Лилонгве), а в 1903 году — апостольская префектура Шире (ныне — архиепархия Блантайра).
В период авторитарного правления Хастингса Банды после обретения независимости (1966—1994) государство неоднократно вмешивалось в дела Католической церкви. В 1992 году католический епископат опубликовал послание, в котором осуждались нарушения прав человека правящим режимом. В ответ ряд священников был арестован, а епископы получали угрозы расправы. Отношения между властью и Церковью в Малави были нормализованы после смерти Банды в 1994 году.
В 1966 году образована Конференция католических епископов Малави. В 1966 году была основана пронунциатура в Лилонгве, в 1999 году её статус был повышен до полноценной нунциатуры.
В 1989 году Малави посетил папа Иоанн Павел II.

## Современное состояние
Католики Малави формируют вторую по численности религиозную общину страны (28 % населения), уступая протестантам (34 %) и опережая мусульман (20 %). В стране служат 408 священников, действуют 147 приходов. Организационно приходы объединены в 2 архиепархии-митрополии: архиепархия Блантайра и архиепархия Лилонгве и 6 епархий: епархия Зомбы, епархия Мангочи, епархия Чиквавы, епархия Дедзы, епархия Каронги и епархия Мзузу.